# Icelandair
A Icelandair é uma companhia aérea da Islândia, com sede em Reykjavík, atualmente considerada uma das maiores empresas do segmento na Islândia. É especializada em voos transatlânticos realizados sobre o Atlântico Norte, operando aeronaves do tipo Boeing 757, 767 e 737 em mais de 16 países.  Em 2019, transportava mais de 4.000.000 passageiros anualmente.

## Frota

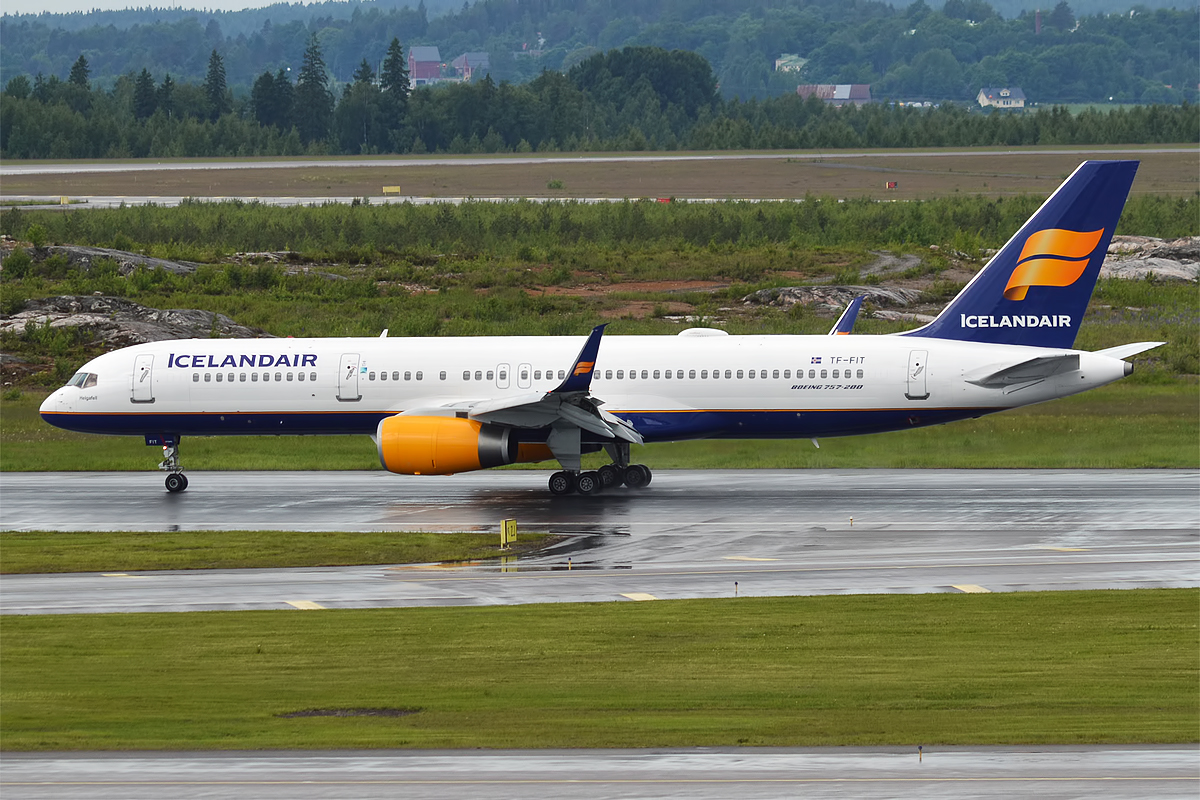
Boeing 757-200 da Icelandair

A frota da empresa em 06 de novembro de 2017 era composta por: 
| Avião            | Operativo |  | Ordens | Passageiros | Passageiros | Passageiros | Passageiros | Notas                   |
| Avião            | Operativo |  | Ordens | C           | Y+          | Y           | Total       | Notas                   |
| ---------------- | --------- |  | ------ | ----------- | ----------- | ----------- | ----------- | ----------------------- |
| Boeing 737 MAX 8 | 3         |  | 9      | 16          | 12          | 126         | 154         | Entregas de 2018 a 2021 |
| Boeing 737 MAX 9 | —         |  | 7      | —           | —           | —           | 172         | Entregas de 2018 a 2021 |
| Boeing 757-200   | 27        |  | —      | 22          | 24          | 137         | 183         | 2 at TACV               |
| Boeing 757-200   | 27        |  | —      | 20          | 28          | 136         | 184         | 2 at TACV               |
| Boeing 757-300   | 2         |  | —      | 22          | 65          | 135         | 222         |                         |
| Boeing 767-300ER | 4         |  | —      | 25          | 21          | 216         | 262         |                         |
| Boeing 787-8     | —         |  | 1      | —           | —           | —           | —           |                         |
| Total            | 36        |  | 17     |             |             |             |             |                         |